# Los Planeadores
Los Planeadores es el decimoséptimo episodio de la primera temporada de la serie animada de televisión Avatar: la leyenda de Aang.

## Sinopsis
Después de que Aang escuchara rumores de gente voladora y Maestros Aire, el grupo viaja al Templo de Aire del Norte para ver por sí mismos si existen dichos Maestro Aire. Cuando llegan, no encuentran Maestros Aires, sino una Tribu liderada por un mecánico loco y su hijo minusválido. El mecánico ha cambiado las marcas antiguas del templo con "mejoras tecnológicas", similaresa las de la revolución industrial. Aang está shockeado al principio por los cambios que ha sufrido el templo, aunque desarrolla un grado de respeto por el hijo del mecánico, Teo.
El estado de felicidad no dura mucho. Aang pronto descubre que el mecánico provee armas para la Nación del Fuego, a cambio de que no destruyan el templo, que es ahora su hogar. Aang, al abrir una puerta parecida a la del Templo de Aire del Sur, que Teo nunca había visto su interior y tenía ansias de ver, descubre un cuarto lleno de armas monstruosas, como tanques de guerra y un globo a aire caliente, todo para el enemigo. Sin embargo, Aang y la aldea tienen algo que la Nación del Fuego nunca tendrá, el poder del cielo. Cuando no les entregan armas, ya que Aang lo impidió, un ejército de la Nación del Fuego ataca el templo. La aldea usa sus planeadores para atacar al ejército, hasta que aparecieron los tanques, que no podían ser destruidos a menos que con Agua. Katara trató de detenerlos pero eran demasiados. De pronto apareció el globo prototipo, dirigido por Sokka y el Mecánico. El ejército no los atacaba porque tenían la insignia de la Nación del Fuego. Sokka en un intento desesperado, tiró el motor de aire caliente a una grieta que liberaba gas explosivo. La explosión que causa machaca a los invasores. Privado de energía, el globo cayó en un bosque y es tomado por la Nación del Fuego. El Comandante lo encuentra, y dice "esta derrota será la puerta a muchas victorias".
- Datos: Q9024123